# Борисовка (Приморский район)
Бори́совка (укр. Борисівка) — село в
Борисовском сельском совете Приморского района Запорожской области (Украина).
Код КОАТУУ — 2324880201. Население по переписи 2001 года составляло 1153 человека.
Является административным центром Борисовского сельского совета, в который, кроме того, входят сёла Азов и Лозановка.

## Географическое положение
Село Борисовка находится на правом берегу реки Обиточная, выше по течению примыкает село Лозановка, ниже по течению на расстоянии в 2,5 км расположено село Бановка. Река в этом месте извилистая, образует лиманы и  старицы.

## История
- 1861 год — дата основания как село Ивановка на месте ногайских аулов Булютмек и Курумбаш Бердянского уезда Тавричевской губернии Российской империи.

Начиная с 24 февраля 2022 года село оккупировано войсками РФ.

## Экономика
- «Приморский Агротехсервис», ООО.
- «Лан», СПК.
- В 2019 году у села Борисовка была построена Приморская ветроэлектростанция.

## Объекты социальной сферы[3]
- Школа.
- Детский сад.
- Дом культуры.
- Фельдшерско-акушерский пункт.

## Достопримечательности
- Братская могила советских воинов.

## Известные люди
- Григоренко, Николай Алексеевич (1918—1987) — полный кавалер ордена Славы, Заслуженный строитель УССР.
- Григоренко, Пётр Григорьевич (1907—1987) — генерал-майор ВС СССР (1959), участник диссидентского движения, правозащитник, член Московской Хельсинкской группы.